# 王通 (明)
王 通（おう つう、生年不詳 - 1452年）は、明代の軍人。字は彦亨。本貫は西安府咸寧県。

## 生涯
金郷侯王真の子として生まれた。父の官を嗣いで都指揮使となった。父の兵を率いて転戦し、功績を挙げて都督僉事に累進した。永楽元年（1403年）5月、武義伯に封じられ、世券を与えられた。永楽7年（1409年）、長陵の造営を監督した。永楽11年（1413年）5月、成山侯に爵位を進められた。永楽12年（1414年）、永楽帝の漠北遠征に従い、左掖を管轄した。永楽16年（1418年）、陝西での飢饉に際して振恤にあたった。永楽20年（1422年）、永楽帝の漠北遠征に従い、右掖を管轄した。永楽22年（1424年）、洪熙帝が即位すると、王通は後府を管掌するよう命じられ、太子太保の位を加えられた。
ときに交趾総兵官の豊城侯李彬が先だって死去しており、栄昌伯陳智と都督方政が参将として交趾に駐屯していたが、二人の仲は険悪で協調を欠いていた。ベトナム北部で黎利が勢力を拡大し、たびたび郡邑を破り、明の将軍や官吏を殺していた。宣徳元年（1426年）4月、宣徳帝は陳智と方政の官爵を削った。王通が征夷将軍の印を受けて総兵官となり、軍を率いて黎利の討伐に赴くこととなった。黎利の弟の黎善が交州府城を攻め、都督の陳濬らがこれを撃退した。王通が交趾に到着すると、道を分かれて出撃した。参将の馬瑛が黎利の軍を石室県で撃破した。11月、王通は軍を率いて馬瑛と合流し、応平の寧橋までいたって伏兵に遭遇した。王通の軍は大敗して、戦死者は2万から3万人に達し、兵部尚書の陳洽も敗走中に自死した。王通は負傷して交州府に帰った。黎利は乂安でこのことを聞くと、自ら精兵を率いて東関を包囲した。王通は戦意を喪失しており、ひそかに人を北京に派遣して黎利の封建を許すよう請願し、清化迤南の地が黎利に帰属することを認めて停戦しようとした。按察使の楊時習がこれに反対したので、王通は声を荒げて叱った。清化知州の羅通も城の放棄を受け入れず、指揮の打忠とともに堅守していた。北京の朝廷は柳升らを派遣して王通を助けさせることにした。
宣徳2年（1427年）2月、黎利が交州府城を攻撃した。王通は精兵5000を出撃させて黎利軍の不意を突き、その陣営を破って、黎利の司空の丁礼以下1万人あまりを斬った。黎利が敗走したので、諸将は追撃の許可を求めたが、王通は許可しなかった。黎利は態勢を立て直して、柵を立てて塹壕を掘り、兵を分遣して昌江・諒江を攻め落とし、交州を再び包囲した。王通は兵を集結させて出撃しなかった。黎利が講和を求めたので、王通はこれを奏聞した。9月、柳升が倒馬坡で戦没し、沐晟の軍が水尾県で進軍できなくなった。王通はひそかに黎利との交渉を進めた。10月、王通は交州における明の官吏や軍民を集めて城から出させ、黎利と盟約して軍の撤退を開始した。12月、王通は太監の山寿と陳智らに命じて水軍を欽州に撤退させ、自らは歩兵と騎兵を率いて広西に撤退した。南寧までいたって、ようやく撤退のことを奏聞した。北京の朝廷では厭戦論が広がり、ついに交趾の放棄が承認された。
宣徳3年（1428年）、王通が北京に帰ると、群臣たちの弾劾を受け、死刑を論告されて獄に繋がれた。世襲の特権を停止され、家の財産を没収された。正統4年（1439年）、特別に一命を赦されて、爵位を剥奪されて民とされた。正統14年（1449年）、景泰帝が即位すると、王通は都督僉事に起用され、北京城を守った。エセン・ハーンの侵攻を防いだ功績により、都督同知に進み、天寿山を守備するよう命じられ、没収された財産を返還された。景泰3年（1452年）、死去した。
天順元年（1457年）、子の王琮が成山伯の爵位を嗣いだ。